# Eurovision Song Contest 2020
Eurovision Song Contest 2020 theo dự kiến ban đầu là Cuộc thi Ca khúc truyền hình châu Âu thứ 65. Theo kế hoạch, cuộc thi sẽ diễn ra ở nhà thi đấu Rotterdam Ahoy tại thành phố Rotterdam, Hà Lan, sau chiến thẳng của Duncan Laurence vào năm 2019 với ca khúc "Arcade". Hai vòng bán kết dự kiến được tổ chức vào ngày 12 tháng 5 và 14 tháng 5, và đêm chung kết vào ngày 16 tháng 5 năm 2020.
Vào ngày 18 tháng 3 năm 2020, Liên hiệp Phát sóng châu Âu (EBU) đã ra quyết định huỷ bỏ cuộc thi do đại dịch COVID-19 tại châu Âu. Đây là lần đầu tiên trong lịch sử 64 năm tổ chức của Eurovision, một cuộc thi phải bị hủy.

## Địa điểm diễn ra cuộc thi

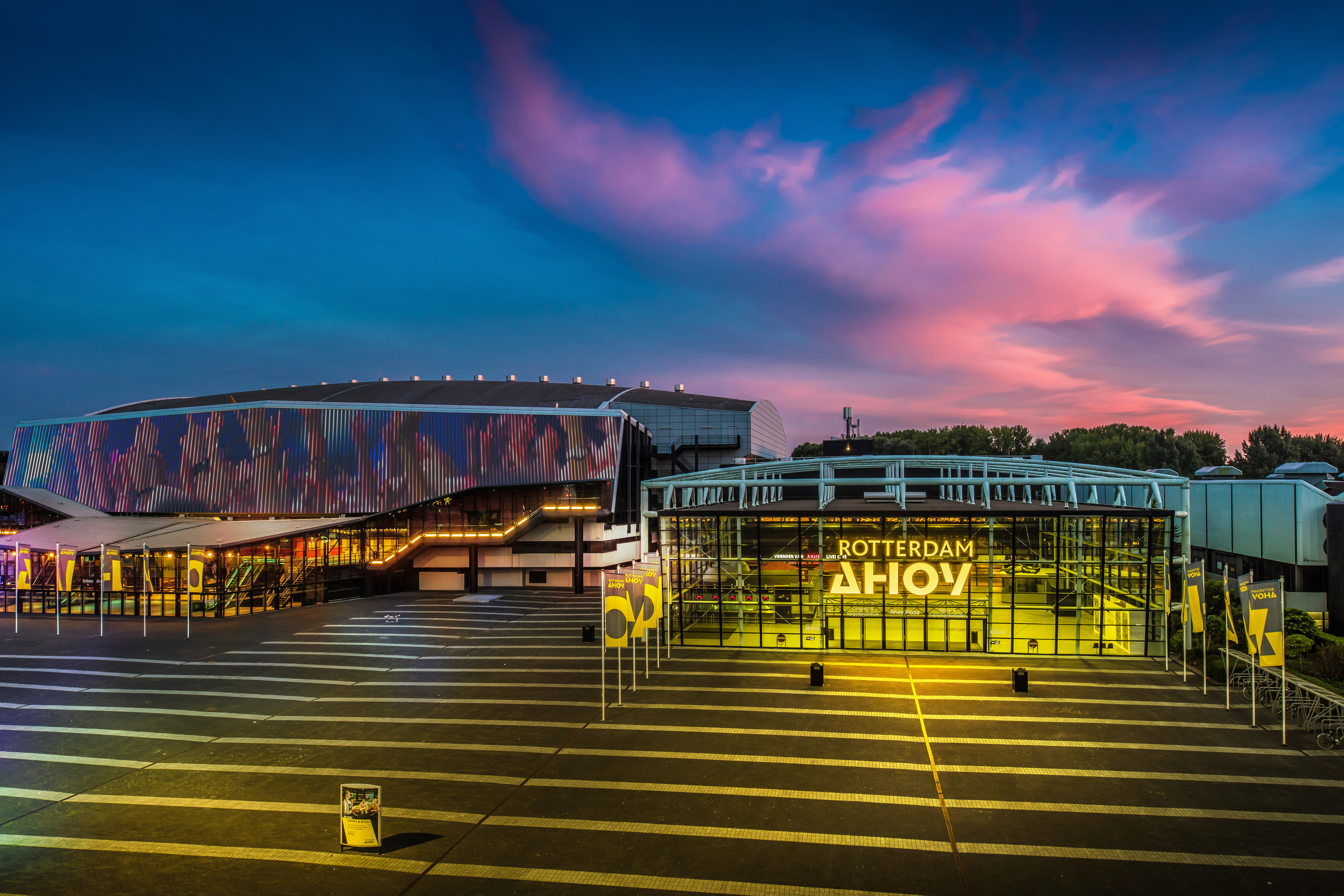
Rotterdam Ahoy, nơi tổ chức cuộc thi Ca khúc truyền hình Châu Âu năm 2020.

Cuộc thi Ca khúc truyền hình Châu Âu năm 2020 dự kiến được tổ chức tại nhà thi đấu Rotterdam Ahoy ở Rotterdam, Hà Lan. Rotterdam Ahoy trước đây đã tổ chức Cuộc thi Ca khúc Eurovision dành cho thiếu nhi (Junior Eurovision Song Contest) năm 2007. Nhà thi đấu có sức chứa lên đến 16,424 chỗ ngồi với chiều cao 30m.

## Format cuộc thi

### Logo và khẩu hiệu
Khẩu hiệu của cuộc thi, "Open Up", đã được ra mắt chính thức vào ngày 24 tháng 10 năm 2019. Logo và thương hiệu chính thức được công bố vào ngày 28 tháng 11 năm 2019 và được thiết kế bởi CLEVER ° FRANKE 

### Thiết kế sân khấu
EBU đã tiết lộ thiết kế sân khấu cho Cuộc thi Ca khúc Eurovision 2020 vào tháng 12 năm 2019. Thiết kế được lấy cảm hứng từ khẩu hiệu "Open Up" và phong cảnh phẳng điển hình của Hà Lan. Sân khấu Eurovision được thiết kế bởi nhà thiết kế sân khấu người Đức, Florian Wieder, người cũng đã thiết kế sân khấu cho các cuộc thi cho các năm 2011,2012,2015 2017, và 2019. Không giống như cuộc thi trước, phòng xanh được đặt ngay bên trong khán đài biểu diễn của sân khấu chính.

### Dẫn chương trình

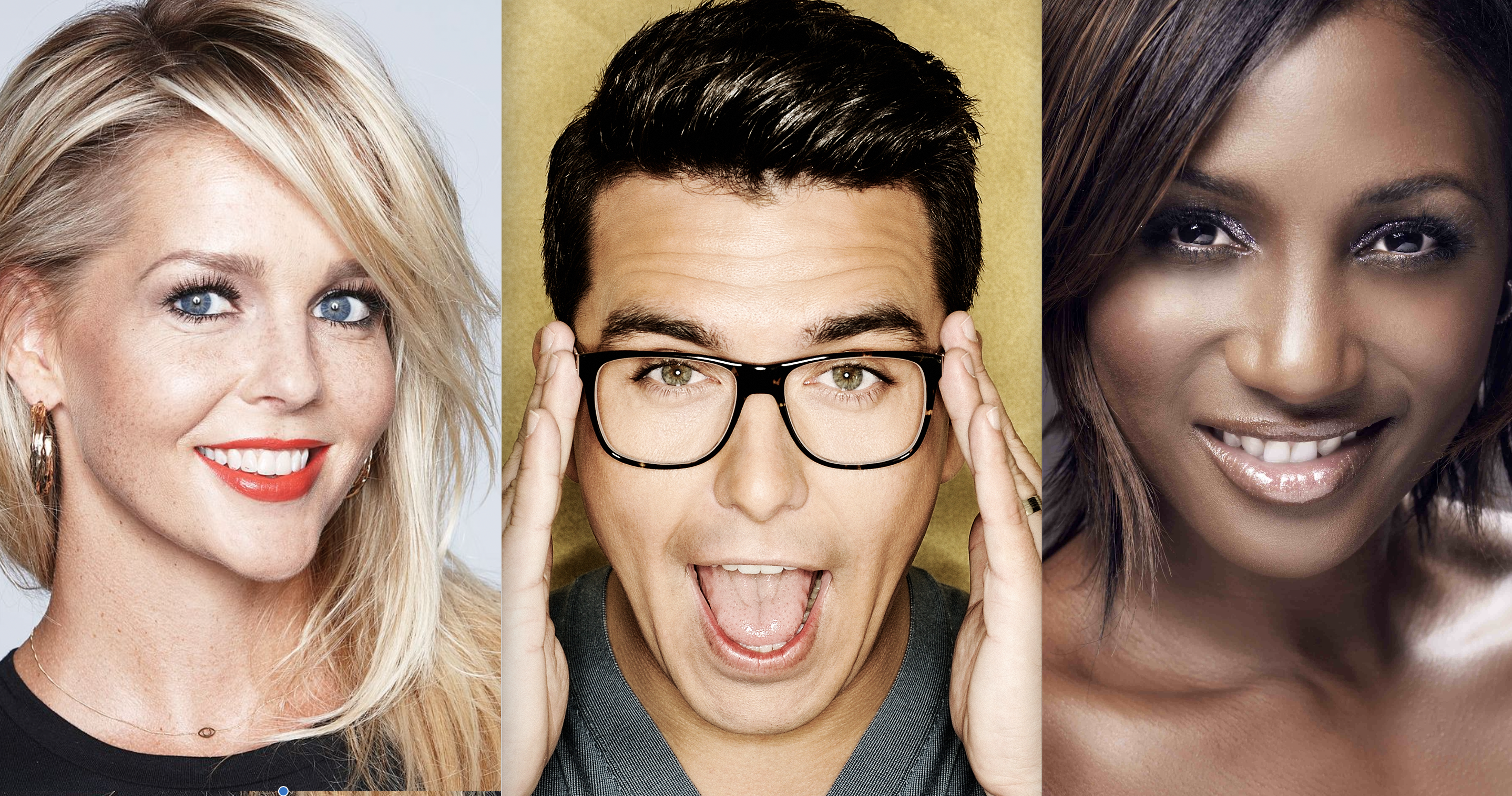
Chantal Janzen, Jan Smit và Edsilia Rombley, dự kiến sẽ là những người dẫn chương trình của Cuộc thi Ca khúc truyền hình châu Âu 2020

Cuộc thi dự kiến được dẫn bởi 3 người dẫn chương trình bao gồm: nữ diễn viên và người dẫn chương trình truyền hình Chantal Janzen, ca sĩ và bình luận viên cho Jan Smit, và ca sĩ Edsilia Rombley, thí sinh đại diện cho Hà Lan tham gia các cuộc thi vào các năm 1998 và 2007. Beauty vlogger Nikkie de Jager (NikkieTutorials) sẽ là người dẫn chương trình trên online của cuộc thi, bao gồm rất nhiều cảnh quay phía hậu trường được ghi lại với các nghệ sĩ tham gia của cuộc thi và sẽ được phát trên YouTube. Cô cũng dự kiến sẽ là người dẫn chương trình trong lễ khai mạc và dự kiến sẽ xuất hiện trong cả ba chương trình trực tiếp vào ngày 12, 14 và 16 tháng 5 năm 2020. Roos Moggré và Andrew Makkinga sẽ tổ trì các cuộc họp báo của cuộc thi.

### Bốc thăm chia các đêm thi bán kết
35 quốc gia tham dự vòng bán kết sẽ được phân chia vào 5 nhóm bốc thăm, dựa vào những lần bầu chọn trước đó trong lịch sử. Bốc thăm ở các nhóm khác nhau nhằm giảm thiểu sự thiên vị hay thù ghét của 1 quốc gia này với quốc gia khác trong việc bỏ phiếu (như Síp và Hy Lạp, các nước Bắc Âu, Nga và Ukraina, Armenia và Azerbaijan) từ đó tăng tính công bằng cho cuộc thi. Lần bốc thăm này cũng sẽ phân chia đều 6 quốc gia đã được mặc định vào chung kết (Anh, Đức, Pháp, Ý, Tây Ban Nha và chủ nhà Hà Lan) vào 2 thi bán kết để bầu chọn cho các quốc gia tham gia.
| Nhóm 1                                                                 | Nhóm 2                                                             | Nhóm 3                                                              | Nhóm 4                                                                | Nhóm 5                                                           |
| ---------------------------------------------------------------------- | ------------------------------------------------------------------ | ------------------------------------------------------------------- | --------------------------------------------------------------------- | ---------------------------------------------------------------- |
| - Albania - Áo - Croatia - Bắc Macedonia - Serbia - Slovenia - Thụy Sĩ | - Úc - Đan Mạch - Estonia - Phần Lan - Iceland - Na Uy - Thụy Điển | - Armenia - Azerbaijan - Belarus - Gruzia - Moldova - Nga - Ukraina | - Bulgaria - Síp - Hy Lạp - Malta - Bồ Đào Nha - România - San Marino | - Bỉ - Cộng hòa Séc - Ireland - Israel - Latvia - Litva - Ba Lan |

### Cách thức bầu chọn
Mỗi quốc gia sẽ bầu chọn cho phần thi của các quốc gia khác theo thang điểm 12, 10, 8-1 theo thứ tự 10 phần thi tốt nhất. Khán giả của quốc gia chiếm 50% phiếu bầu và hội đồng giám khảo chuyên môn của quốc gia đó chiếm 50% phiếu bầu còn lại. Những người tham gia bầu chọn không được bỏ phiếu cho chính quốc gia của mình.
Khán giả có thể bầu chọn qua 3 cách: nhắn tin SMS, gọi điện thoại đến tổng đài địa phương hay bầu chọn trực tiếp trên app Eurovision Song Contest. Mỗi khán giả có tối đa 20 phiếu bầu.

## Các quốc gia tham dự

### Bán kết 1
Đêm bán kết đầu tiên dự kiến diễn ra vào ngày 12 tháng 5 năm 2020 lúc 21:00 (CEST). Mười bảy quốc gia đã được bốc thăm để tham dự đêm bán kết đầu tiên. Các quốc gia này, cộng với Đức, Ý và nước chủ nhà Hà Lan sẽ tham gia bầu chọn trong đêm bán kết này.
| Thứ tự | Quốc gia      | Nghệ sĩ      | Ca khúc               | Ngôn ngữ                                            |
| ------ | ------------- | ------------ | --------------------- | --------------------------------------------------- |
| 01     | Thụy Điển     | The Mamas    | "Move"                | Tiếng Anh                                           |
| 02     | Belarus       | VAL          | "Da vidna" (Да відна) | Tiếng Belarus                                       |
| 03     | Úc            | Montaigne    | "Don't Break Me"      | Tiếng Anh                                           |
| 04     | Bắc Macedonia | Vasil        | "You"                 | Tiếng Anh                                           |
| 05     | Slovenia      | Ana Soklič   | "Voda"                | Tiếng Slovene                                       |
| 06     | Litva         | The Roop     | "On Fire"             | Tiếng Anh                                           |
| 07     | Ireland       | Lesley Roy   | "Story of My Life"    | Tiếng Anh                                           |
| 08     | Nga           | Little Big   | "Uno"                 | Tiếng Anh, Tiếng Tây Ban Nha                        |
| 09     | Bỉ            | Hooverphonic | "Release Me"          | Tiếng Anh                                           |
| 10     | Malta         | Destiny      | "All of My Love"      | Tiếng Anh                                           |
| 11     | Croatia       | Damir Kedžo  | "Divlji vjetre"       | Tiếng Croatia                                       |
| 12     | Azerbaijan    | Efendi       | "Cleopatra"           | Tiếng Anh, Tiếng Nhật                               |
| 13     | Síp           | Sandro       | "Running"             | Tiếng Anh                                           |
| 14     | Na Uy         | Ulrikke      | "Attention"           | Tiếng Anh                                           |
| 15     | Israel        | Eden Alene   | "Feker libi" (ፍቅር ልቤ) | Tiếng Anh, Tiếng Amhara, Tiếng Do Thái, Tiếng Ả Rập |
| 16     | România       | Roxen        | "Alcohol You"         | Tiếng Anh                                           |
| 17     | Ukraina       | Go_A         | "Solovey" (Соловей)   | Tiếng Ukraina                                       |

### Bán kết 2
| Thứ tự | Quốc gia     | Nghệ sĩ             | Ca khúc               | Ngôn ngữ         |
| ------ | ------------ | ------------------- | --------------------- | ---------------- |
| 01     | Hy Lạp       | Stefania            | "Supergirl"           | Tiếng Anh        |
| 02     | Estonia      | Uku Suviste         | "What Love Is"        | Tiếng Anh        |
| 03     | Áo           | Vincent Bueno       | "Alive"               | Tiếng Anh        |
| 04     | Moldova      | Natalia Gordienko   | "Prison"              | Tiếng Anh        |
| 05     | San Marino   | Senhit              | "Freaky!"             | Tiếng Anh        |
| 06     | Cộng hòa Séc | Benny Cristo        | "Kemama"              | Tiếng Anh        |
| 07     | Serbia       | Hurricane           | "Hasta la vista"      | Tiếng Serbia     |
| 08     | Ba Lan       | Alicja              | "Empires"             | Tiếng Anh        |
| 09     | Iceland      | Daði og Gagnamagnið | "Think About Things"  | Tiếng Anh        |
| 10     | Thụy Sĩ      | Gjon's Tears        | "Répondez-moi"        | Tiếng Pháp       |
| 11     | Đan Mạch     | Ben & Tan           | "Yes"                 | Tiếng Anh        |
| 12     | Albania      | Arilena Ara         | "Fall from the Sky"   | Tiếng Anh        |
| 13     | Phần Lan     | Aksel               | "Looking Back"        | Tiếng Anh        |
| 14     | Armenia      | Athena Manoukian    | "Chains on You"       | Tiếng Anh        |
| 15     | Bồ Đào Nha   | Elisa               | "Medo de sentir"      | Tiếng Bồ Đào Nha |
| 16     | Gruzia       | Tornike Kipiani     | "Take Me as I Am"     | Tiếng Anh        |
| 17     | Bulgaria     | Victoria            | "Tears Getting Sober" | Tiếng Anh        |
| 18     | Latvia       | Samanta Tīna        | "Still Breathing"     | Tiếng Anh        |

### Chung kết
Đêm chung kết dự kiến diễn ra vào ngày 16 tháng 5 năm 2020 lúc 21:00 (CEST). Hai mươi sáu quốc gia dự kiến sẽ tham gia trận chung kết, bao gồm nước chủ nhà Hà Lan, Anh, Pháp, Đức, Ý, Tây Ban Nha và mười quốc gia có thành tích tốt nhất của mỗi đêm bán kết. Tất cả 41 quốc gia tham gia cuộc thi sẽ tham gia bầu chọn trong trận chung kết. 
| Thứ tự | Quốc gia    | Nghệ sĩ        | Bài hát                       | Ngôn ngữ              |
| ------ | ----------- | -------------- | ----------------------------- | --------------------- |
| 23     | Hà Lan      | Jeangu Macrooy | "Grow"                        | Tiếng Anh             |
| —      | Pháp        | Tom Leeb       | "Mon alliée (The Best in Me)" | Tiếng Anh, Tiếng Pháp |
| —      | Đức         | Ben Dolic      | "Violent Thing"               | Tiếng Anh             |
| —      | Ý           | Diodato        | "Fai rumore"                  | Tiếng Ý               |
| —      | Tây Ban Nha | Blas Cantó     | "Universo"                    | Tiếng Tây Ban Nha     |
| —      | Anh Quốc    | James Newman   | "My Last Breath"              | Tiếng Anh             |

## Ảnh hưởng của đại dịch COVID-19 tại châu Âu dẫn đến huỷ bỏ cuộc thi
Bắt đầu từ cuối tháng 2 năm 2020, sự lây lan của dịch COVID-19 từ Trung Quốc sang các nước trên toàn thế giới đã gây lo ngại đối với việc tổ chức cuộc thi ca khúc Eurovision. Vào ngày 6 tháng 3, đài truyền hình Hà Lan NPO tuyên bố "ban tổ chức cuộc thi sẽ làm theo lời khuyên của các cơ quan y tế trong việc quyết định hình thức tổ chức cuộc thi, dự kiến diễn ra vào ngày 12 tháng 5 đến 16 tháng 5."  Vào tháng 3, các nhà chức trách ở Đan Mạch đã ra lệnh hủy bỏ các sự kiện với hơn 1.000 khán giả để hạn chế sự lây lan của dịch bệnh. Điều này dẫn đến việc vòng loại quốc gia Đan Mạch cho Eurovision, Dansk Melodi Grand Prix, được tổ chức mà không có khán giả xem ghi hình. Đại diện từ các nước Thụy Điển, Phần Lan, Israel, Thụy Sĩ, Ý và Hy Lạp đã tham dự cuộc họp trưởng đoàn vào ngày 9 tháng 3 thông qua hình thức từ xa. Tổng giám sát viên của cuộc thi, Jon Ola Sand, cũng đã tham dự cuộc họp từ xa, sau khi EBU áp đặt lệnh hạn chế đi lại cho tất cả các nhân viên cho đến ngày 13 tháng 3 sau khi một nhân viên bị phát hiện dương tính với COVID-19.
Vào ngày 13 tháng 3, các nhà tổ chức của bữa tiệc trình diễn âm nhạc trước cuộc thi vào ngày 10 và 11 tháng 4 tại Madrid, PrePartyES, thông báo hoãn lại sự kiện do các mối đe dọa của dịch COVID-19 tại Tây Ban Nha cho đến khi có thông báo mới. Cùng ngày, ban tổ chức Israel Calling, một bữa tiệc được lên kế hoạch trước ở Tel Aviv, tuyên bố rằng sự kiện cũng sẽ bị hủy bỏ. Vào ngày 16 tháng 3, những người tổ chức Eurovision in Concert, một bữa tiệc trình diễn âm nhạc thường niên được ở Amsterdam, đã thông báo rằng sự kiện cũng sẽ bị hủy bỏ.
Cuối cùng EBU đã quyết định rằng chính cuộc thi sẽ bị hủy do đại dịch, được công bố vào ngày 18 tháng 3 năm 2020. Vào ngày 20 tháng 3 năm 2020, ban tổ chức của cuộc thi đã thông báo rằng tất cả các ca khúc dự thi vào năm 2020 sẽ không thể dự thi vào năm 2021 và tất cả các ca khúc tham dự cuộc thi năm này sẽ được tri ân bằng một chương trình đặc biết mang tên Eurovision: Europe Shine a Light, và sẽ được công chiếu vào ngày 16 tháng 5 năm 2020 để thay thế cho đêm chung kết đã bị huỷ trước đó.

## Sản xuất
Cuộc thi Ca khúc truyền hình Châu Âu năm 2020 theo dự kiến sẽ là sự hợp tác giữa ba đài truyền hình Hà Lan là AVROTROS, Nederlandse Omroep Stichting (NOS) và Nederlandse Publieke Omroep (NPO) và mỗi nhà đài sẽ đảm nhận một vai trò khác nhau. Sietse Bakker và Inge van de Weerd sẽ là nhà sản xuất điều hành, trong khi Emilie Sickinghe và Jessica Stam sẽ giữ vai trò phó giám đốc sản xuất. Vào tháng 8 năm 2019, Marnix Kaart và Marc Pos đã được công bố là đạo diễn của 3 đêm thi, cũng như Gerben Bakker là người đứng đầu cuộc thi. Cornald Maas sẽ là cố vấn sáng tạo. Jon Ola Sand, tổng giám sát viên của cuộc thi, sẽ giữ vai trò như ông đã làm từ năm 2011, đây dự kiến sẽ là năm cuối cùng ông đảm nhận chức vụ này trước khi chuyển giao cho Martin Österdahl.

## Album chính thức
Eurovision Song Contest: Rotterdam 2020 là album tổng hợp chính thức cho cuộc thi, bao gồm tất cả 41 bài hát dự kiến tham gia cuộc thi. Album theo kế hoạch ban đầu sẽ được Universal Music Group phát hành vào ngày 17 tháng 4 năm 2020, nhưng đã bị lùi lại đến ngày 15 tháng 5 năm 2020.